# Трана
Трана (італ. Trana, п'єм. Tran-a) — муніципалітет в Італії, у регіоні П'ємонт,  метрополійне місто Турин.
Трана розташована на відстані близько 540 км на північний захід від Рима, 23 км на захід від Турина.
Населення — 3884 особи (2014).
Щорічний фестиваль відбувається 8 вересня. Покровитель — Natività di Maria.

## Демографія
Населення за роками:

Станом на 1 січня 2023 року в муніципалітеті офіційно проживало 235 іноземців з 30 країн, серед них 153 громадяни країн Євросоюзу та 3 громадяни України.

## Сусідні муніципалітети
- Авільяна
- Кум'яна
- Джавено
- Пьоссаско
- Реано
- Сангано